# Stazione di Parigi Austerlitz
La stazione di Parigi Austerlitz (in francese gare de Paris-Austerlitz, con riferimento alla battaglia di Austerlitz) è una delle sei grandi stazioni ferroviarie di Parigi, gestita della SNCF, situata sulla riva sinistra della Senna nel XIII arrondissement. Funge da stazione di testa per le linee verso Tolosa e Bordeaux.
Inaugurata il 20 settembre 1840 era il capolinea della linea ferroviaria che collegava la capitale francese con Orléans, sostituita in tale funzione nel 1900 da parte della Gare d'Orsay. Dal 1939 riacquistò la sua importanza originaria al riguardo del traffico in partenza verso il sud-ovest francese, rimasta poi immutata sino all'inaugurazione del TGV Atlantique. Questa stazione ha perso così gran parte del suo traffico per il sudovest della Francia e il numero di viaggiatori è sceso a circa 25 milioni per anno, pari alla metà di quello della stazione di Montparnasse, una dei capolinea dei TGV.
Tra le altre particolarità si può citare la sua vicinanza con un'altra grande stazione parigina, la Gare de Lyon, situata appena al di là della Senna.

## Interscambi
- Fermata metropolitana (Gare d'Austerlitz, linee 5 e 10)

## Galleria d'immagini

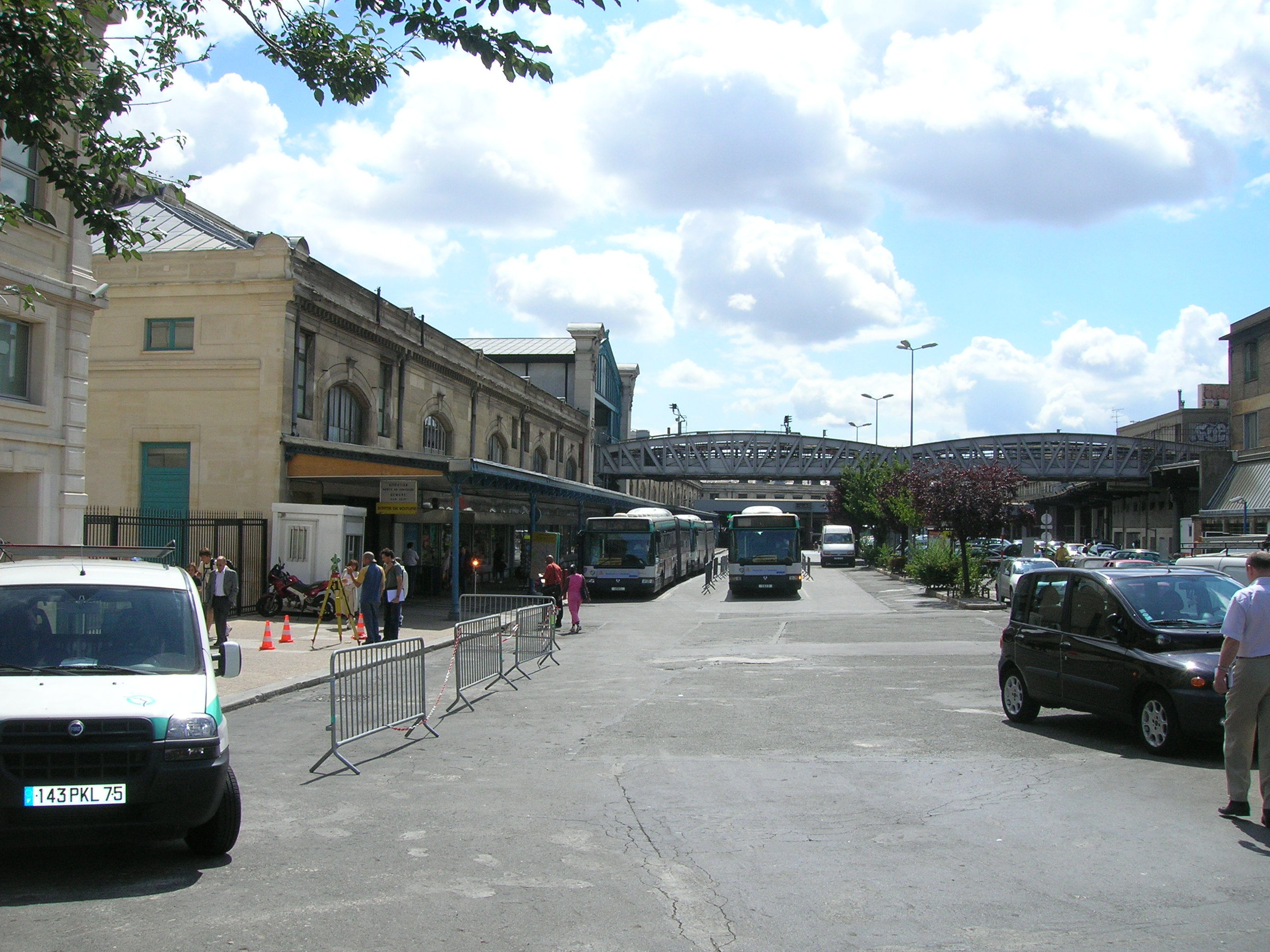
La zona degli arrivi
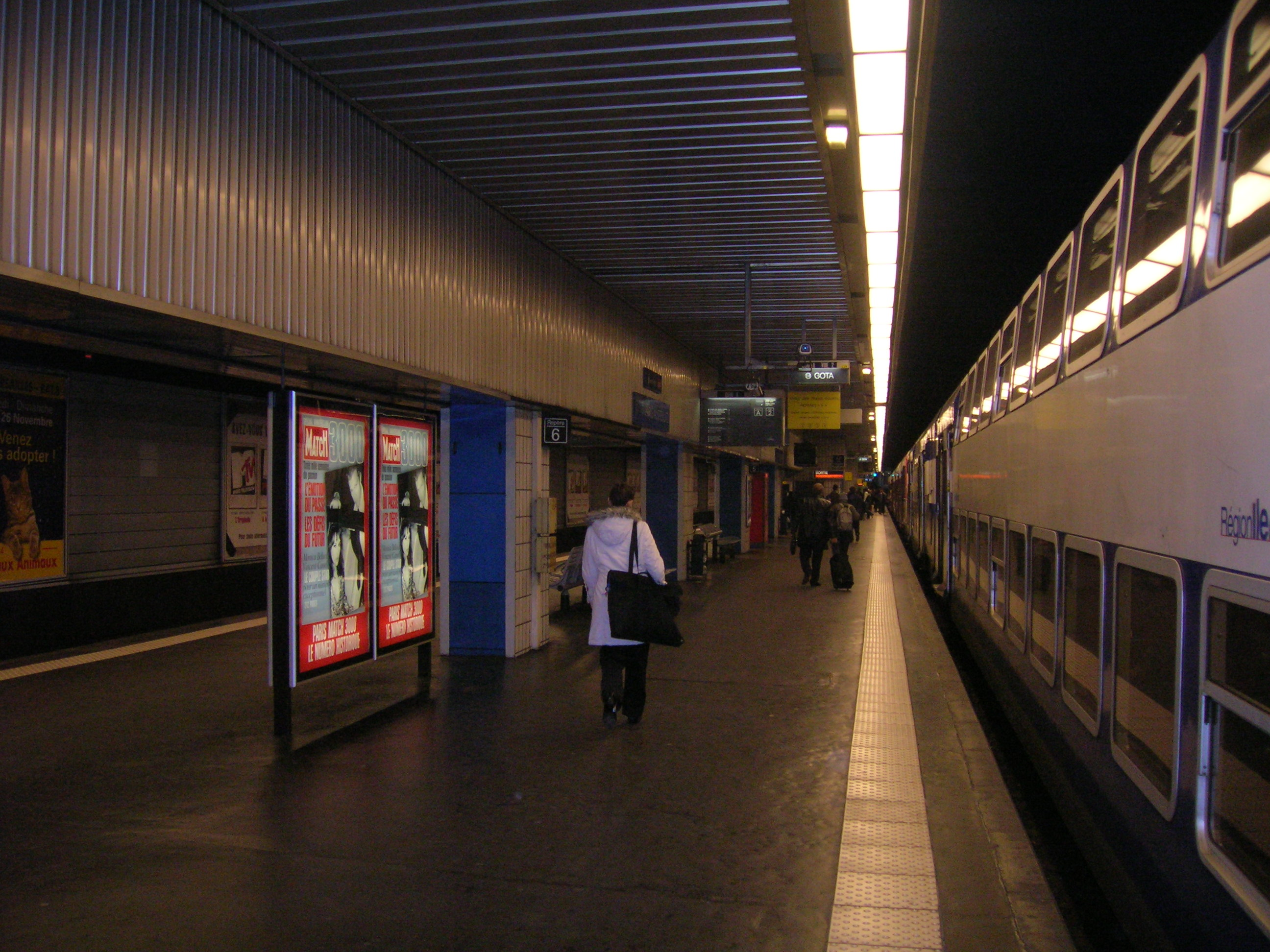
La stazione sotterranea del RER
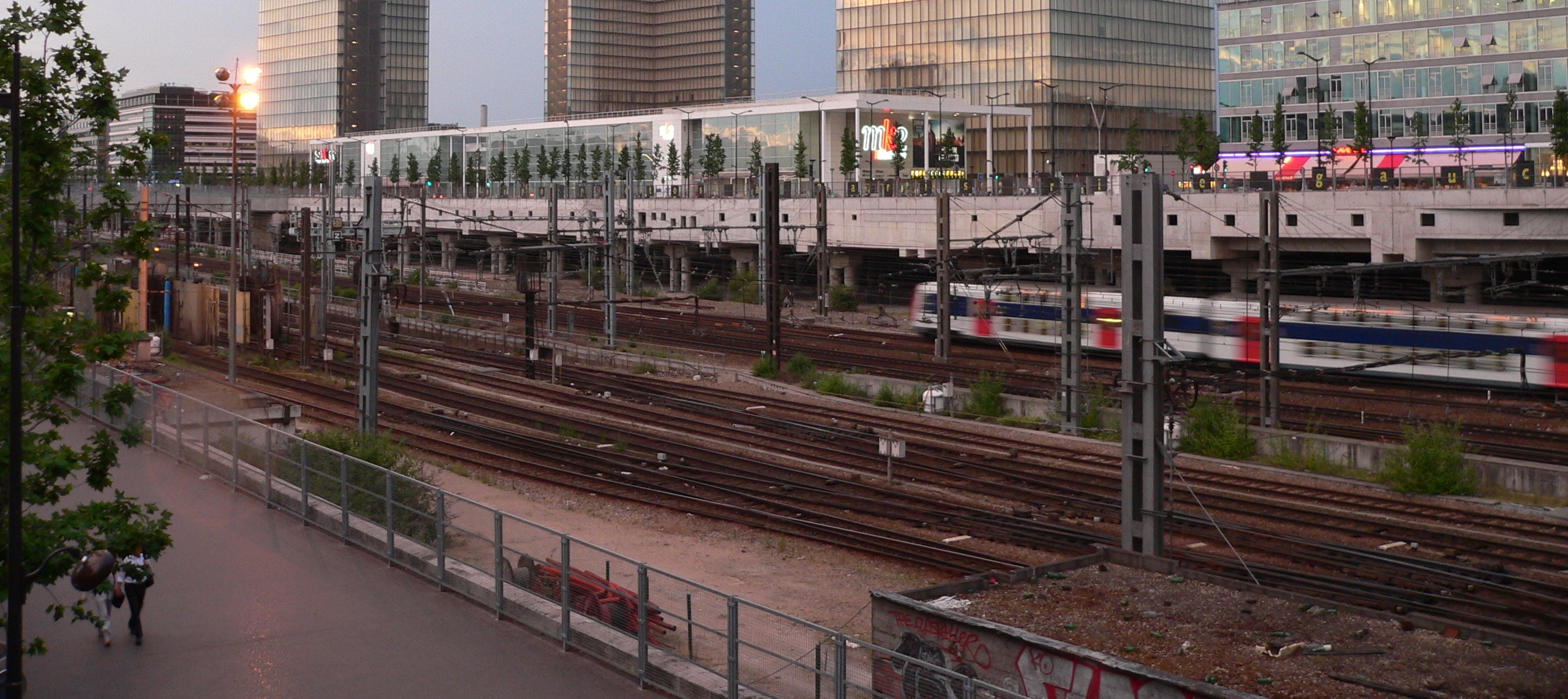
Alle spalle della ferrovia, la Biblioteca nazionale di Francia